# Hugo Vásquez
Hugo Vásquez (* 5. března 1976, Maracaibo, Venezuela) je venezuelský herec, moderátor a model. V Česku byla k vidění v jeho nejznámější roli v telenovele Má tlustá Valentýna (Mi gorda bella) po boku venezuelské herečky Marianely González.

## Kariéra
„V Maracaibu jsem studoval na lyceu Udóna Peréze a později na univerzitě v Zulii, abych získal titul veřejný účetní. Také jsem se věnoval obchodu, ale cítil jsem, že to není to pravé pro můj život. Později jsem se zúčastnil soutěže Mr. Galán v Zulii, kde jsem vyhrál cestu do Caracasu, abych se zúčastnil soutěže Mister Venezuela. Vždy se mi líbilo hraní a když jsem dělal divadlo, byla to velká zkušenost a díky tomu jsem věděl, co chci dělat. Udělal jsem kurz „Úvod do hraní“ to se mi líbilo a ihned jsem začal studovat hraní na Škole filmu a televize na RCTV.“
Hugo se kromě hraní věnuje moderování a charitativním akcím. Na stanici RCTV působil od roku 2001 až do roku 2009, kde získal pět svých celonovelových rolí, z toho i svojí první roli jako protagonista v novele Nadie me dirá cómo quererte po boku Marianely González, s kterou si zahrál již v novele Mi gorda Bella (Má tlustá Valentýna). Jeho role Jordiho je známá mezi fanoušky po celém světě, stejně jako novela samotná. Později si zahrál epizodní roli v kolumbijském seriálu Los caballeros las prefieren brutas, který se vysílal i v České republice pod názvem Někdo to rád hloupé. V roce 2018 se krátce objevil ve filmu Pulso, jako právník hlavní hrdinky (kterou hrála jeho tehdejší partnerka).

## Osobní život
Od roku 2007 byl ve vztahu s moderátorkou Anou Carmen Leon, se kterou se rozešli po dvanácti letech (v roce 2019).
Momentálně žije na Floridě v USA. Mezi jeho koníčky patří hra na klavír, golf, cyklistika a vaření.
Hugo má tři bratry: Jaime Javiera, Carlose a Miguela.

## Filmografie
| Rok       | Název                               | Role                | Info             | Televizní stanice | Novely u nás               |
| --------- | ----------------------------------- | ------------------- | ---------------- | ----------------- | -------------------------- |
| 2011      | Los caballeros las prefieren brutas | Camilo              | epizodní postava | Caracol           | Někdo to rád hloupé (AXN)  |
| 2008/2009 | Nadie me dirá como quererte         | Gabriel Olmedo      | protagonista     | RCTV              | -                          |
| 2006      | Y los declaro marido y mujer        | Gustavo Sampedro    | vedlejší postava | RCTV              | -                          |
| 2006      | El Desprecio                        | muž na letišti      | epizodní postava | RCTV              | -                          |
| 2005      | Amor a palos                        | Tamanaco Pelavo     | epizodní postava | RCTV              | -                          |
| 2005      | Ser bonita no basta                 | Orlando Álvarez     | antagonista      | RCTV              | -                          |
| 2003      | La Invasora                         | José Miguel Briceño | vedlejší postava | RCTV              | -                          |
| 2002/2003 | Mi gorda bella                      | Jordi Rosales       | vedlejší postava | RCTV              | Má tlustá Valentýna (Nova) |
| 2002      | Juana la virgen                     | model               | epizodní postava | RCTV              | Juanin zázrak (Nova)       |
| 2001      | Guerra de mujeres                   | Gregory             | epizodní postava | Venevision        | Válka žen (Zone Romantica) |
| 2000      | Amantes de luna llena               | Eduardo             | epizodní postava | Venevision        | -                          |

| Rok  | Název         | Role                | Země původu            |
| ---- | ------------- | ------------------- | ---------------------- |
| 2018 | Pulso         | právník hl. hrdinky | Dominikánská republika |
| 2006 | Chao Cristina | Miguel Paiva        | Venezuela (RCTV)       |